# Daniel Tílger
Daniel Alberto Tilger (Ciudad Evita, Provincia de Buenos Aires, Argentina; 3 de agosto de 1970) es un exfutbolista y actual director técnico argentino nacionalizado colombiano. Jugaba como delantero, su primer equipo fue Boca Juniors y el último antes de retirarse, Atlético Policial.
Actualmente trabaja como panelista en el programa Balón Dividido de ESPN Colombia.

## Trayectoria
Tilger tiene una extensa carrera en el fútbol. Comenzó profesionalmente en Boca Juniors con apenas 17 años en 1988, pero sus posibilidades de jugar eran pocas y se marcha en 1990, jugando apenas 9 partidos, uno de ellos fue en Copa Libertadores y no llegó a convertir goles. En 1991 se trasladó a Colombia, donde pasó los siguientes ocho años jugando para varios clubes de primera división como Sporting de Barranquilla, Once Caldas en 1991 y en 1993 saliendo campeón del Torneo de La Paz, Junior de Barranquilla, Independiente Santa Fe, Deportivo Cali, Deportes Quindío, Millonarios donde jugó 41 partidos (37 de liga y 4 de Copa Merconorte) en los cuales anotó en 17 ocasiones (14 en liga y 3 en Copa Merconorte), entre otros. En la liga colombiana, construyó su reputación como un jugador carismático y controvertido que se metió en problemas más de una vez. Sin embargo, en el campo demostró ser un delantero letal que anotó más de 100 goles en partidos de liga. Daniel logró conseguir la nacionalidad colombiana al vivir por más de 5 años allí, además que su esposa e hijos son colombianos.
En el año 2000 regresó a Argentina y fichó para el Unión de Santa Fe. En 2002 fue transferido a Argentinos Juniors, antes de unirse a Nueva Chicago, donde jugó hasta el año 2004. Después de su temporada en Mataderos, fue contratado por el Lanús. Como granate, Tílger jugó hasta junio de 2005, y posteriormente firmó para el Tiro Federal de Rosario, donde terminó su época de Primera División Argentina en 2006. Al año siguiente, continuó jugando en el regionalizado tercer nivel, la Primera B Metropolitana con El Porvenir. En 2008 cruzó el Río de la Plata y se unió a Durazno FC, club de segunda división uruguaya, donde fue parte del equipo hasta 2010, cuando puso momentáneamente en pausa su carrera como futbolista para convertirse en el director técnico del club.
En 2011, recomendado por Claudio Biaggio, decidió regresar al fútbol al incorporarse al Ferrocarril Sud de Olavarría, que milita en el Torneo Argentino B. En ese mismo año y luego de jugar un semestre en Atlético Policial, le puso punto final a una carrera de 24 años como jugador profesional.

### Escándalo de 1999
En noviembre de 1999, cuando jugaba en el Millonarios en las semifinales de la Copa Mustang contra su exequipo Once Caldas, Tílger se involucró en un escándalo de grandes proporciones. Cuando le marcó a Once Caldas al portero Juan Carlos Henao, Tílger se acercó al arquero realizando un baile en forma de burla, Henao lo empujó hacia atrás y Tílger cayó al suelo simulando un acto de agresión por el portero colombiano. Dado que el árbitro no intervino en ese momento, se levantó bruscamente y apretó los genitales Henao. Después del incidente vergonzoso que fue presenciado por el juez de línea, Tílger fue enviado fuera del campo, y además recibió una suspensión de nueve partidos por la liga.

## Clubes

### Como jugador
| Club                         | País      | Año       | PJ  | G   |
| ---------------------------- | --------- | --------- | --- | --- |
| Boca Juniors                 | Argentina | 1988-1990 | 9   | 0   |
| Sporting de Barranquilla     | Colombia  | 1991      | 11  | 4   |
| Once Caldas                  | Colombia  | 1991      | 22  | 10  |
| Independiente Santa Fe       | Colombia  | 1992-1994 | 63  | 31  |
| América de Cali              | Colombia  | 1994-1995 | 37  | 13  |
| Deportes Quindío             | Colombia  | 1996      | 34  | 21  |
| Deportivo Cali               | Colombia  | 1997      | 30  | 8   |
| Junior de Barranquilla       | Colombia  | 1997-1998 | 38  | 17  |
| Millonarios                  | Colombia  | 1999      | 37  | 14  |
| Unión de Santa Fe            | Argentina | 2000-2001 | 57  | 24  |
| Argentinos Juniors           | Argentina | 2002      | 14  | 2   |
| Nueva Chicago                | Argentina | 2002-2004 | 57  | 18  |
| Lanús                        | Argentina | 2004-2005 | 20  | 5   |
| Tiro Federal de Rosario      | Argentina | 2005-2006 | 16  | 2   |
| El Porvenir                  | Argentina | 2007      | 13  | 7   |
| Durazno FC                   | Uruguay   | 2008-2010 | 32  | 18  |
| Ferrocarril Sud de Olavarría | Argentina | 2011      | 12  | 4   |
| Atlético Policial            | Argentina | 2011      | 10  | 7   |
| Total                        | Total     | Total     | 512 | 237 |

### Como asistente técnico
| Club           | País     | Año       |
| -------------- | -------- | --------- |
| Fortaleza CEIF | Colombia | 2012-2013 |

### Como entrenador
| Club              | País      | Año  |
| ----------------- | --------- | ---- |
| Durazno FC        | Uruguay   | 2010 |
| Atlético Policial | Argentina | 2016 |

## Carrera televisiva
| Programa       | Canal      | Desde      | Hasta     | Rol         |
| -------------- | ---------- | ---------- | --------- | ----------- |
| Saque Largo    | Win Sports | 29-11-2012 | 26-6-2015 | Presentador |
| Balón Dividido | ESPN       | 6-12-2016  | Presente  | Presentador |